# کریستوفر الکساندر
کریستوفر الکساندر (به انگلیسی: Christopher Alexander) استاد رشته معماری در آمریکا بود. او در سال ۱۹۳۶ در وین متولد شد و در آکسفورد و چیستر انگلستان بار آمد .
در دانشگاه کمبریج انگلستان در دو رشته معماری و ریاضیات در مقطع کارشناسی تحصیل کرد و سپس به آمریکا رفت و موفق به اخذ درجه دکترای معماری از دانشگاه هاروارد شد. به خاطر پایان‌نامه دکترایش دربارهٔ ترکیب فرم، نخستین مدال طلای مؤسسه معماران آمریکا در رشته تحقیق را از آن خود ساخت. این پایان‌نامه بعداً به عنوان یادداشت‌هایی دربارهٔ ترکیب فرم به چاپ رسیده .
الکساندر از سال ۱۹۶۳ تا زمان مرگ استاد دانشگاه کالیفرنیا در برکلی و رئیس مرکز ساختار محیطی بوده‌است. در سال ۱۹۸۰ به عضویت فرهنگستان سلطنتی سوئد، و در سال ۱۹۹۶ به عضویت فرهنگستان هنرها و علوم کالیفرنیا برگزیده شد. وی عضو هیئت امنای مؤسسه معماری پرنس ویلز نیز هست. الکساندر جزو نظریه‌پردازان بزرگ معاصر معماری محسوب می‌شود .

## ترجمه به فارسی
از الکساندر چند کتاب به فارسی برگردانده شده از جمله:
- الکساندر، کریستوفر (۱۳۸۱). معماری و راز جاودانگی، راه بی‌زمانِ ساختن. ترجمه مهرداد قیومی بیدهندی. تهران: دانشگاه شهید بهشتی.
- الکساندر، کریستوفر (۱۳۸۴). یادداشت‌هایی بر ترکیب فرم. ترجمه سعید زرین‌مهر. تهران: روزنه.
- الکساندر، کریستوفر (۱۳۸۷). زبان الگو: شهرها. ترجمه رضا کربلایی نوری. تهران: مرکز مطالعاتی و تحقیقاتی شهرسازی و معماری وزارت مسکن و شهرسازی.
- الکساندر، کریستوفر (۱۳۹۰). شهر درخت نیست. ترجمه فرناز فرشاد و شمین گلرخ. تهران: آرمانشهر.
- الکساندر، کریستوفر (۱۳۹۰). سرشت نظم، جلد اول: پدیده حیات. ترجمه رضا سیروس صبری و علی اکبری. تهران: پرهام‌نقش.
- الکساندر، کریستوفر (۱۳۹۲). سرشت نظم، جلد دوم: فرایند آفرینش حیات، بخش نخست: تحولات نگه‌دارنده ساختار، ترجمه رضا سیروس صبری و علی اکبری، تهران: پرهام‌نقش.
- الکساندر، کریستوفر (۱۳۹۲). کافه لینتز، ترجمه رضا سیروس صبری و علی اکبری، تهران: پرهام‌نقش.
- الکساندر، کریستوفر (۱۳۹۹). سرشت نظم، جلد دوم: فرایند آفرینش حیات، بخش دوم: فرایندهای زنده. ترجمه علی اکبری و ندا عبدزاده، تهران: پرهام‌نقش.